# Lilith Fair

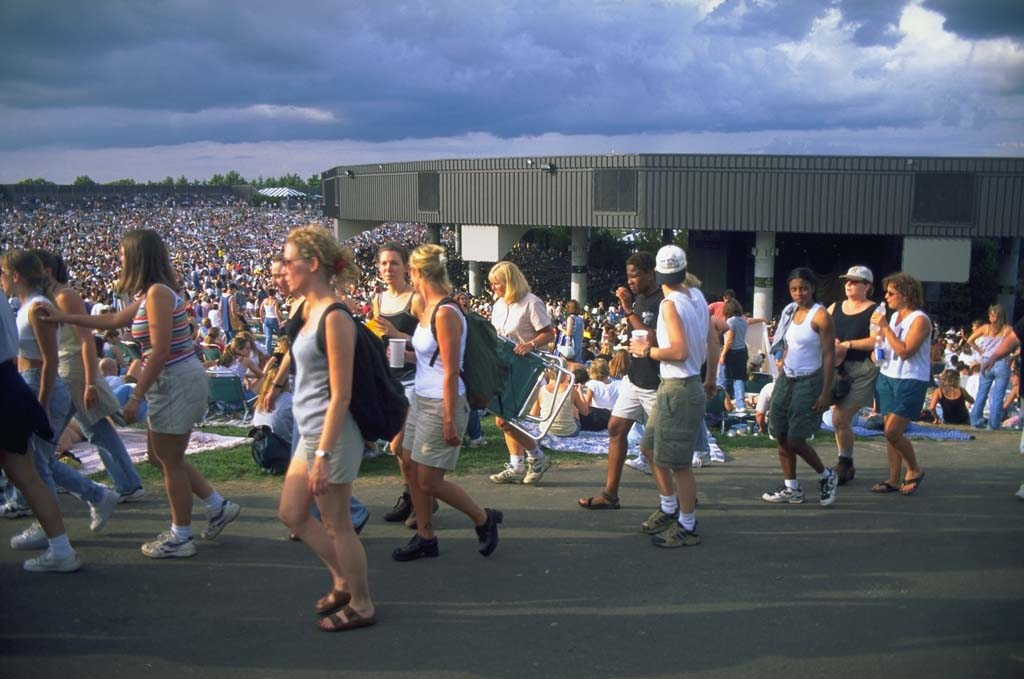
Festival Lilith Fair, en el Tweeter Center en Mansfield, MA, el 22 de septiembre de 1998.

Lilith Fair fue un festival musical que recorría varias ciudades, organizado por Sarah Mclachlan, brindaba al público una gama de cantantes femeninas poco conocidas o desconocidas, su duración fue desde 1997, hasta 1999.

## Descripción
En 1996, Mclachlan se molestó cuando se enteró de que dos promotores de conciertos se negaron a presentar a dos cantantes femeninas seguidas una detrás de la otra. . 
Rechazando el machismo y las conveniencias de la industria musical, ella junto a Paula Cole se dedicaron a la creación de un festival musical. Para el año siguiente, Mclachlan fundó el festival Lilith Fair, Lilith por la leyenda de que Lilit era la primera esposa de Adán, y Fair (en español justo) como mecanismo para cultivar la imagen de belleza y equidad. Mclachlan programó el festival luego del Lollapalooza.
En cada lugar donde se presentaba el evento, el boleto costaba solamente un Dólar, y lo recaudado era dado en caridad a las mujeres de la localidad y otras ONG.
Algunos grupos cristianos criticaron los conciertos, alegando que su creencia religiosa no les permitía glorificar a ninguna figura, (en este caso la de la mujer) 
El festival de Lilith Fair de Sarah, albergó alrededor de 2 millones de personas en su corta historia (tres años), y recaudó alrededor de 7 millones de dólares destinados a obras de caridad y donaciones. Fue uno de los festivales musicales femeninos más famosos de toda la historia de la música, y que ayudó a iniciar la carrera de desconocidas artistas femeninas.
Pero a pesar de esto luego de finalizado el concierto de 1999, Sarah se desprendió del proyecto y según comento tiempo después, no hay ambiciones de volver a formar un nuevo Lilith Fair

## Lilith Fair por año

### 1997
Las artistas variaban según fecha y lugar, siendo Sarah McLachlan y Suzanne Vega las únicas en presentarse en todos los eventos. Casi todos los artistas del escenario Village se presentaron en una o dos fechas.

#### Escenario principal
- Sarah McLachlan
- Sheryl Crow
- Tracy Chapman
- Jewel
- Paula Cole
- Suzanne Vega
- Mary Chapin Carpenter
- Fiona Apple
- Joan Osborne
- The Cardigans
- Emmylou Harris
- Lisa Loeb
- Indigo Girls
- Meredith Brooks
- Shawn Colvin
- Tracy Bonham
- India Are
- Natalie Merchant

#### Escenario secundario
- Jenny Labow
- Cassandra Wilson
- Suz Andreasen
- Leah Andreone
- Mudgirl
- Wild Colonials
- September '67
- Tara MacLean
- Victoria Williams
- Autour de Lucie
- Holly Cole
- Juliana Hatfield
- Once Blue
- Susanna Hoffs
- Abra Moore
- Kelly Willis
- Katell Keineg
- Mary Black
- Davina
- Madeleine Peyroux
- Patty Griffin
- Yungchen Lhamo
- Dayna Manning
- Lhasa de Sela
- Wild Strawberries
- Dar Williams
- Mary Jane Lamond
- Morcheeba
- K's Choice

#### Escenario Village
- Fleming and John
- Dido
- Pat Benatar
- Kinnie Starr
- Lauren Hoffman
- Kim Fox
- Garrison Starr
- Lori Carson
- Joy Askew
- Jill Sobule
- Alana Davis
- Beth Orton
- Michelle Malone
- Holly McNarland
- Elise Knoll
- Lovechild
- Dayna Manning
- Catherine Kidd
- Oh Suzanna
- Camille
- Alisha's Attic
- Gena and Sum Girl
- Marley & Lizann
- Sensual World

### 1998
Las artistas variaban según fecha y lugar, siendo Sarah McLachlan la única en presentarse en todos los eventos. Neneh Cherry y Lauryn Hill debieron cancelar sus respectivas presentaciones. Casi todos los artistas del escenario Village se presentaron en una o dos fechas.

#### Escenario principal
- Sarah McLachlan
- Angie Delight
- Bonnie Raitt
- Chantal Kreviazuk
- Cowboy Junkies
- Des'ree
- Dianna Krall
- Emmylou Harris
- Erykah Badu
- Indigo Girls
- Joan Osborne
- Lisa Loeb
- Liz Phair
- Luscious Jackson
- Mary Chapin Carpenter
- Meredith Brooks
- Meshell Ndegeocello
- Missy Elliot
- Natalie Merchant
- Paula Cole
- Queen Latifah
- Shawn Colvin
- Sheryl Crow
- Sinead O'Connor
- Suzanne Vega
- Tracy Bonham

#### Escenario secundario
- K's Choice
- Mono
- Sister 7
- Heather Nova
- Morcheeba
- Rebekah
- Lucinda Williams
- Victoria Williams
- Abra Moore
- Neneh Cherry
- Elise Knoll
- Mary Lou Lord
- The Tuesdays
- Billie Myers
- N'Dea Davenport
- Martina McBride
- Litany
- Paris Hampton
- Davina
- Beth Orton
- Holly Cole
- Diana King
- Chantal Kreviazuk
- Eden aka
- Wild Strawberries
- Patty Griffin
- Lhasa de Sela
- Angélique Kidjo
- Imani Coppola
- Lucy Gamelon
- Kacy Crowley
- Holly McNarland
- Ebba Forsberg
- Catie Curtis
- Letters to Cleo
- Neko Case
- Fisher

#### Escenario Village
- Tara MacLean
- Sinéad Lohan
- Autour de Lucie
- Ana Gasteyer
- Garrison Starr
- Emm Gryner
- Anggun
- Kacy Crowley
- Bic Runga
- Melanie Doane
- Abra Moore
- Joaelle Ndine Romero
- Tia Texada
- Jenny Bird
- Sherri Jackson
- 1/2 Mad Poet
- Mono
- Thornetta Davis
- Julie Kryk
- Lori Amey
- Fontaine
- Donna Martin
- Abba Rage
- Deni Bonet
- Jabber
- Victoria Hogg
- Eden White
- Antigone Rising
- Paris Hampton
- Nancy Falkow
- Dead Girls and Other
- Love Riot
- Trish Murphy
- The Nields
- Glassoline
- Roadie Ray
- INHOUSE
- Audra Jost
- Clandestine
- Gordian Knot
- Cling
- Frankly Scarlet
- Sixpence None the Richer
- Robyn Ragland
- Rose Polenzani
- Alexis Antes
- Amy Rigby
- Erin Echo
- Syd Straw
- Laurie Geltman
- Melissa Ferrick
- Lenni Jabour
- Ali Eisner
- Swamperella
- Alison Pipitone
- Nina Storey
- Julianne Blue
- Idina Menzel
- Noëlle Hampton
- Arone Dyer

### 1999
Las artistas variaban según fecha y lugar, siendo Sarah McLachlan lasúnica en presentarse en todos los eventos. 

#### Escenario principal
- Sandra Bernhard
- Shawn Colvin
- Deborah Cox
- Sheryl Crow
- Dixie Chicks
- Indigo Girls
- Queen Latifah
- Lisa Loeb
- Martina McBride
- Sarah Mclachlan
- Monica
- Mýa
- Meshell Ndegeocello
- Liz Phair
- The Pretenders
- Joanelle Romero
- Dissapear Fear
- Suzanne Vega

#### Escenario secundario
- Battershell
- Cibo Matto
- Kacy Crowley
- Dance Hall Crashers
- Dido
- Melanie Doane
- Patty Griffin
- Emm Gryner
- The Innocence Mission
- Joan Jones
- Elise Knoll Band
- Jennifer Knapp
- K's Choice
- Sinéad Lohan
- Tara MacLean
- Aimee Mann
- Melky Sedeck
- Mediæval Bæbes
- Morley
- Trish Murphy
- Bif Naked
- Beth Orton
- Kendall Payne
- Bijou Phillips
- Samsara
- Sixpence None the Richer
- Splashdown
- Susan Tedeschi
- Wild Strawberries
- Victoria Williams
- Kelly Willis

#### Escenario Village
- Christina Aguilera
- Coco Love Alcorn
- Badi Assad
- Bertine Zetlitz
- Toni Blackman
- Diana Braithwaite
- Cowlily
- Kacy Crowley
- E.G. Daily
- Keren DeBerg
- Anne E. DeChant
- Jennie DeVoe
- Eden AKA
- Ana Egge
- Essence
- Nancy Falkow
- Amy Fairchild
- Fleming and John
- Nelly Furtado
- Fuzzy Comets
- Glassoline
- Grace in Gravity
- Greta Gaines
- Kitty Gordon
- Nina Gordon
- Kay Hanley
- Kristin Hersh
- Noella Hutton
- Jarah Jane
- Brenda Kahn
- Jennifer Kimball
- Nikol Kollars
- Nicol Lischka
- Ginger Mackenzie
- The Marty Winkler Group
- Melissa Mathes
- Lori McKenna
- Tiffany Shea
- The Murmurs
- Leona Naess
- Juliana Nash
- Kari Newhouse
- Leslie Nuchow
- Maren Ord
- Ginny Owens
- Deborah Pardes
- Adrienne Pierce
- Melissa Reaves
- Renann
- Doria Roberts
- Loni Rose
- Rachael Sage
- Tegan and Sara
- Summer Sage
- Lisa Sanders
- Stephanie Schneiderman
- Bree Sharp
- She-Haw
- Shelley Doty X-Tet
- Alexandra Sleightholm
- Soul Miner's Daughter
- Sozzi
- Surrender Dorothy
- Kinnie Starr
- Melanie Susuras
- Kashi Tara
- Tekla
- Too Cynical to Cry
- Deborah Vial
- Victoria White
- Wendy Woo
- Zoebliss
- Xolie Morra & The Strange Kind

### Revival de 2010
La gira revival de 2010 tuvo varias dificultades, incluyendo baja venta de entradas en algunos lugares y artistas que se bajaron del festival.
Las artistas variaban según fecha y lugar, siendo Sarah McLachlan la única en presentarse en todos los eventos.

#### Escenario principal
- Ann McNamee / Ann Atomic
- Anya Marina
- The Bangles
- Beth Orton
- Brandi Carlile
- Cat Power
- Chantal Kreviazuk
- Colbie Caillat
- Court Yard Hounds
- Emmylou Harris
- Erykah Badu
- A Fine Frenzy
- Gossip
- Heart
- Indigo Girls
- Ingrid Michaelson
- Janelle Monáe
- Jenni Rivera
- Lights
- Mary J. Blige
- Metric
- Miranda Lambert
- Missy Higgins
- Rosie Thomas
- Sara Bareilles
- Sarah McLachlan
- Serena Ryder
- Sheryl Crow
- Sugarland
- Suzanne Vega
- Tegan and Sara

Escenario secundario
- Anjulie
- Ash Koley
- Donna De Lory
- Erin McCarley
- Jasmine Chadwick
- Jennifer Knapp
- Kate Miller-Heidke
- Kate Nash
- Kina Grannis
- Marina and the Diamonds
- Nikki Jean
- Nneka
- The Submarines
- Susan Justice
- Vedera
- Vita Chambers
- The Weepies

#### Escenario Village
- Xolie Morra & The Strange Kind
- Sierra Noble
- Airplanes
- Amanda Lucas & Audrey Cecil
- Bella Ruse
- Butterfly Boucher
- Cara Salimando
- Corrin Campbell
- Darrelle London
- Elizaveta
- Jes Hudak
- Jesca Hoop
- Jetty Rae
- Joy Ike
- Jill Hennessy
- Julia Othmer
- Kate Tucker
- Katie Todd
- Kitten
- Lissie
- Lucy Schwartz
- Marié Digby
- Meagan Smith
- Melissa McClelland
- Molly Jenson
- Sara Swanson
- Steph Macpherson
- Tara MacLean
- Terra Naomi
- Winterbloom (Antje Duvekot, Anne Heaton, Meg Hutchinson, Rose Polenzani, Natalia Zukerman)
- Zee Avi